# Aleš Mejač
Aleš Mejač (n. Kranj, 18 de marzo de 1983) es un exfutbolista esloveno que jugaba en la demarcación de defensa.

## Biografía
Aleš Mejač debutó como futbolista profesional en 2001 con el NK Triglav Kranj a los 18 años de edad. Un año más tarde fue traspasado al FC Koper, con el que ganó la Copa de Eslovenia en 2007. Posteriormente jugó para el NK Mura, NK Bela Krajina y de nuevo para el FC Koper para recalar finalmente en el NK Maribor, equipo con el que jugó durante casi toda su carrera futbolística. Con el club ha ganado la Prva SNL un total de cuatro veces, la Copa de Eslovenia tres veces y la Supercopa de Eslovenia un total de dos veces. En 2015 se marchó al HNK Rijeka para finalmente retirarse en 2016. Además Aleš Mejač fue convocado un total de cinco veces por la selección de fútbol de Eslovenia, haciendo su debut en 2008.

## Clubes
| Club             | País      | Año         | Partidos | Goles |
| ---------------- | --------- | ----------- | -------- | ----- |
| NK Triglav Kranj | Eslovenia | 2001 - 2002 | 14       | 2     |
| FC Koper         | Eslovenia | 2002 - 2003 | 16       | 0     |
| NK Mura          | Eslovenia | 2003 - 2005 | 48       | 4     |
| NK Bela Krajina  | Eslovenia | 2005 - 2006 | 12       | 7     |
| FC Koper         | Eslovenia | 2006 - 2008 | 50       | 4     |
| NK Maribor       | Eslovenia | 2008 - 2015 | 192      | 4     |
| HNK Rijeka       | Croacia   | 2015 - 2016 | 2        | 0     |

## Palmarés
FC Koper
- Copa de Eslovenia: 2007

NK Maribor
- Prva SNL: 2009, 2011, 2012 y 2013
- Copa de Eslovenia: 2010, 2012 y 2013
- Supercopa de Eslovenia: 2009 y 2012

### Distinciones individuales
- Once ideal de la Liga eslovena: 2012/13[2]